# Fantastic Cat
Fantastic Cat — американський супергурт, створений у 2021 році.
До складу гурту входять Ентоні Д'Амато (Anthony D'Amato), Браян Данн (Brian Dunne), Дон ДіЛего (Don DiLego) та Майк Монталі (Mike Montali).
Музика гурту була класифікована як американа, фолк-рок, інді-рок, кантрі. 

## Історія
Fantastic Cat був задуманий як проект Майка Монталі (з гурту Hollis Brown) і Дона ДіЛего, які хотіли сформувати гурт з «чотирьох співаків / авторів пісень».
Гурт стверджує, що назву гурту підказала офіціантка з бару, яка, на запитання, як би вона назвала гурт, відповіла: Fantastic Cat.
Для запису ранньої музики гурту Fantastic Cat на студії звукозапису Дона ДіЛего, в Pocono Mountains, зібрались Дон ДіЛего, Браян Данн, Майк Монталі, а Ентоні Д'Амато приєднався через віддалений зв'язок зі свого дому в Колорадо через обмеження на подорожі через пандемію COVID-19.
Для першого мініальбому, який вийшов у 2021 році, художниця Джейн Берд (Jane Beaird) проілюструвала гурт, зобразивши учасників гурту у вигляді людиноподібних котів, що стане повторюваною іконографією в наступних релізах гурту.
У 2022 році вийшов перший альбом гурту Fantastic Cat, The Very Best of Fantastic Cat, альбом був спродюсований Джо Полетто (Joe Poletto), у записі альбому брали участь запрошені учасники: Майкл Гесслейн (Michael Hesslein), Тайлер Рігдон (Tyler Rigdon), Ренді Шрагер (Randdy Schrager) і Ендрю Зегнал (Andrew Zehnal). На обкладинці зображені учасники гурту, яких сфотографував Шервін Лайнес (Shervin Lainez). Анотація обкладинки альбому пародіює попередні рок-гурти які складались з кількох співаків / авторів пісень, які кумедно стверджували, що це «більше ніколи не буде зроблено», перед тим, як перелічити кілька відомих супергуртів, такі як гурти The Beatles і The Highwaymen. Рецензент журналу No Depression, Джон Янг (Jon Young), порівняв початковий трек альбому, «C'mon Armageddon» із «Subterranean Homesick Blues» Боба Ділана (Bob Dylan). Пісню «C'mon Armageddon» написав Ентоні Д'Амато, у пісні він нарікає на соціальну дисфункцію загалом і знущається з екс-президента США, Дональда Трампа, якого називає «шматком лайна» і зізнається: «Я стою біля вхідних дверей і просто чекаю, коли приземлиться метеорит», — схоже почуття для кожного, хто останнім часом відчуває, що світ котиться до біса. Рецензент Шон Донохью (Shawn Donohue) порівняв альбом із музикою таких виконавців, як гурт Delta Spirit, Брюс Спрінгстін (Bruce Springsteen), Джексон Браун (Jackson Browne) та супергурт Monsters of Folk. У рецензії для Americana Highways критик Джон Мур (John Moore) фанатично заявив: «Якщо в цьому світі є хоч якась справедливість, тоді це має бути лише перший альбом з цілої серії альбомів. Навіть супергурт Travelling Wilburys подарував нам два альбоми (а супергурт The Highwaymen подарував три).»
У серпні 2022 року гурт Fantastic Cat виконав кілька пісень з альбому в телевізійній програмі CBS Saturday Morning.

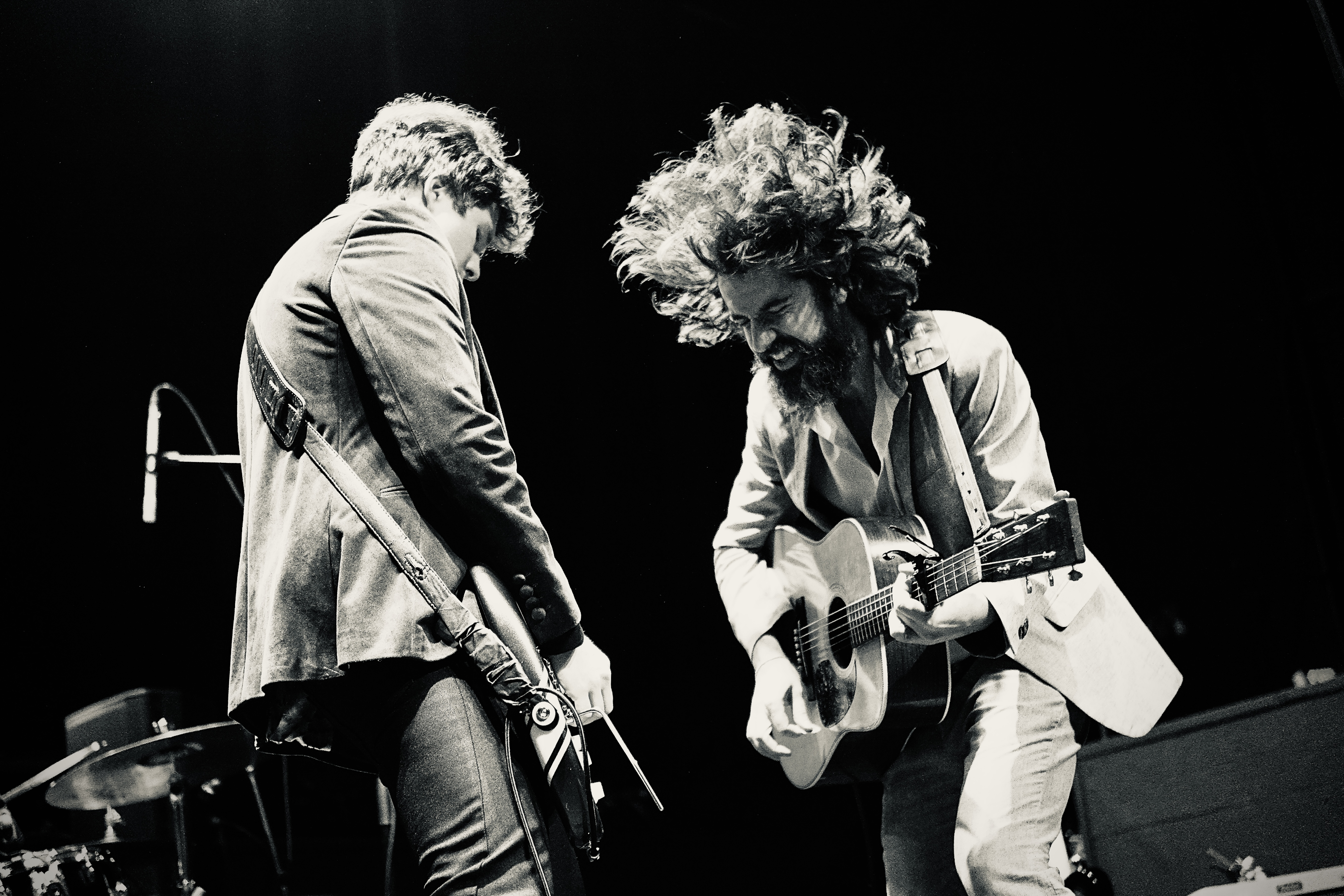
Учасники гурту Брайан Данн (ліворуч) і Ентоні Д'Амато (праворуч) виступають у 2024 році.

Протягом 2023 року гурт Fantastic Cat випустив сингли з каверами на пісні  «Keep Me in Your Heart» Воррена Зівона (Warren Zevon) і «Band on the Run», гурту Wings.
Вініловий ексклюзивний мініальбом Live at The Bowery Ballroom був випущений у 2023 році з жартівливою заявою, що це був «японський імпорт» із фабрики, яку знищив Годзілла після того, як було надруковано лише 250 копій платівки.
Гурт Fantastic Cat анонсував свій другий альбом Now That's What I Call Fantastic Cat у 2024 році, випустивши музичне відео на пісню «All My Fault», пародіюючи сервіси знайомств VHS.

## Дискографія
Студійні альбоми
- The Very Best Of Fantastic Cat (2022)
- Now That's What I Call  Fantastic Cat (2024)[12]

Мініальбоми
- Fantastic Cat EP (2021)[1]
- Live at The Bowery Ballroom (2023)